# Playa Punta Yeguas

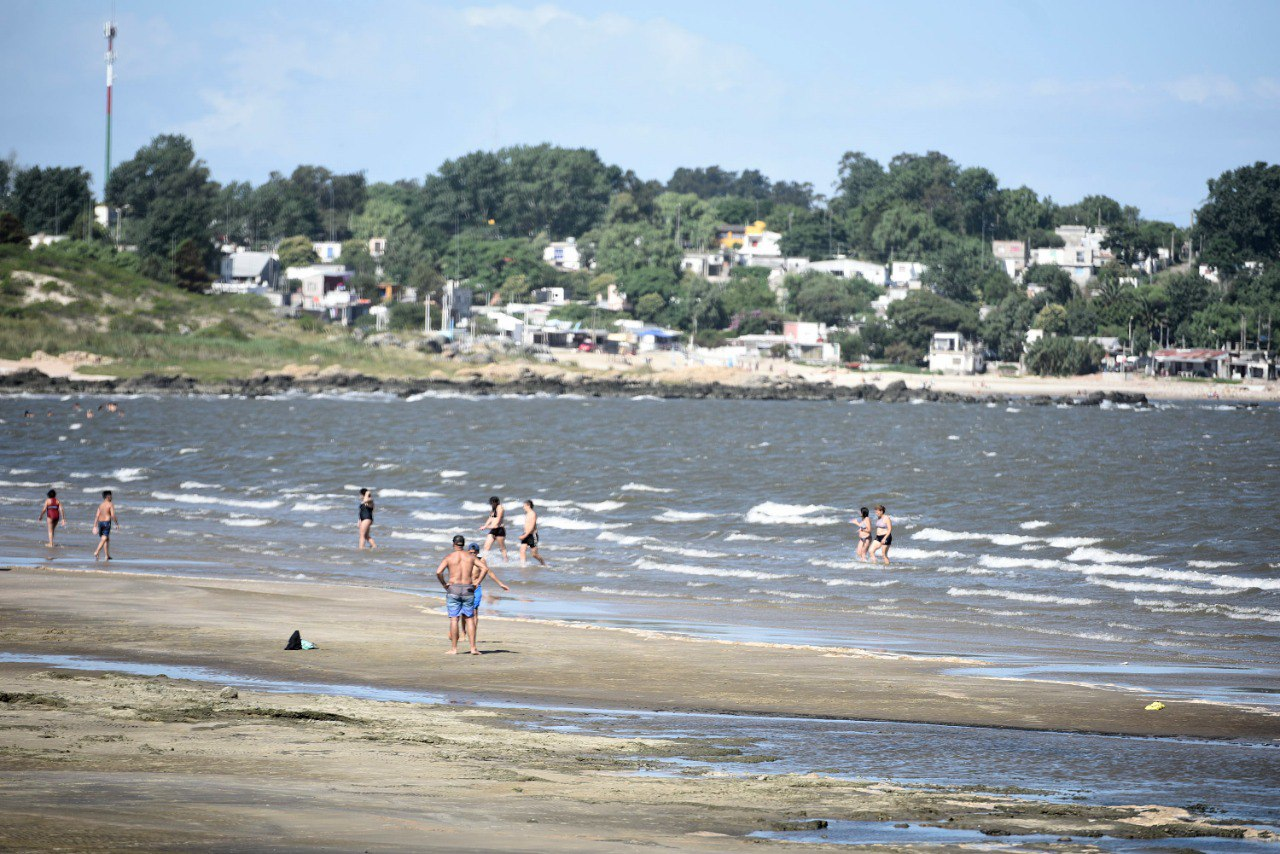
Playa Punta Yeguas, Montevideo, 2020.

La Playa Punta Yeguas es una playa uruguaya de arenas doradas ubicada sobre la costa del Río de la Plata en  Montevideo, Uruguay. 
Está ubicada en el Parque Punta Yeguas, al cual se puede acceder a pie o en automóvil.